# Киршовка (Свердловская область)
Киршовка — деревня в Ачитском городском округе Свердловской области. Управляется Большеутинским сельским советом.

## География
Деревня располагается на правом берегу реки Ут в 24 километрах на север от посёлка городского типа Ачит.

### Часовой пояс
Киршовка, как и вся Свердловская область, находится в часовой зоне МСК+2. Смещение применяемого времени относительно UTC составляет +5:00.

## Население
| 2002 | 2010 | 2021 |
| ---- | ---- | ---- |
| 12   | ↘5   | ↘1   |

## Инфраструктура
В деревне расположена всего одна улица: Артельная.